# داني فيرليندن
داني فيرليندن (مواليد 15 أغسطس 1963) هو لاعب كرة قدم. يلعب مع منتخب بلجيكا لكرة القدم. سبق له أن لعب في كأس العالم لكرة القدم مع منتخب بلاده.

## روابط خارجية
- داني فيرليندن على موقع الاتحاد البلجيكي (الإنجليزية)
- داني فيرليندن على موقع قاعدة بيانات كرة القدم.إي يو (الإنجليزية)
- داني فيرليندن على موقع بيانات كرة القدم. دي إي (الألمانية)
- داني فيرليندن على موقع ناشيونال فوتبول تيمز (الإنجليزية)
- داني فيرليندن على موقع Soccerway.com (الإنجليزية)
- داني فيرليندن على موقع عالم كرة القدم.نت (الإنجليزية)
- داني فيرليندن على موقع كووورة